# پارالمپیک تابستانی ۲۰۳۲
پارالمپیک تابستانی ۲۰۳۲ (انگلیسی: 2032 Summer Paralympics) که به عنوان نوزدهمین دوره پارالمپیک تابستانی نیز شناخته می‌شود و به صورت تجاری بریزبن ۲۰۳۲ نام دارد، یک رویداد چندورزشی ورزش معلولین است که براساس برنامه‌ریزی، قرار است در بریزبن، کویینزلند استرالیا از ۲۴ اوت تا ۵ سپتامبر ۲۰۳۲، یک ماه پس از المپیک تابستانی ۲۰۳۲ برگزار شود.
این دومین دوره‌ای است که استرالیا میزبان پارالمپیک تابستانی است. نخستین دوره، پارالمپیک تابستانی ۲۰۰۰ بود که به میزبانی سیدنی برگزار شد. پرچم پارالمپیک در آیین پایانی 
پارالمپیک تابستانی ۲۰۲۸ در لس آنجلس ایالات متحده به استرالیا تحویل داده می‌شود.

## پیشنهاد میزبانی
براساس قرارداد منعقد شده میان کمیته بین‌المللی المپیک و کمیته بین‌المللی پارالمپیک در سال ۲۰۰۱، میزبان بازی‌های المپیک، میزبانی پارالمپیک در همان دوره را نیز به عهده دارد.

## بازی‌ها

### ورزش‌های جدید
در سال ۲۰۲۱، فدراسیون بین‌المللی راگبی لیگ اعلام کرد که کمپینی برای متقاعد کردن کمیته بین‌المللی پارالمپیک برای برگزاری راگبی ۱۳ نفره در این دوره از بازی‌های المپیک و پارالمپیک، تدارک دیده که تمرکز آن بر راگبی لیگ با ویلچر برای پارالمپیک و راگبی لیگ ۹ نفره برای المپیک است.